# Lynch.
Lynch. (normalmente escrito lynch.) es una banda japonesa de metal alternativo perteneciente al estilo visual kei, y surgida en Nagoya en 2004. Desde sus inicios, la banda ha formado parte del sello discográfico independiente Marginal Works. El once de octubre de 2007 firman con el sello discográfico alemán CLJ Records, el cual está principalmente dirigido a bandas de rock y metal japonesas dentro del visual kei. Hasta la fecha de hoy, Lynch. han publicado dos EP, seis álbumes de estudio y doce sencillos. 
El principal concepto del grupo es "unir música pesada con melodías bonitas".

## Miembros
- Hazuki (葉月) – Voz principal (2004-presente) y  Bajo (solo en estudio, 2004-2006)
- Reo (玲央) – Guitarra solista y Coros (2004-presente)
- Asanao (晁直) – Batería (2004-presente)
- Yusuke (悠介) – Guitarra rítmica y Coros (2006-presente)
- Akinori (明徳) - Bajo (2010-presente)

### Exmiembros
- Yukino (ゆきの) – Bajo (miembro en vivo) (2004-2006)
- Hikaru (光輝) – Bajo (miembro en vivo) (2006-2007)
- Junji (淳児) – Bajo (miembro en vivo) (2007-2010)

## Discografía
Álbumes
- Greedy Dead Souls (2005)
- The Avoided Sun (2007)
- The Buried (2007)
- Shadows (2009)
- I Believe in Me (2011)
- Inferiority Complex (2012)
- GALLOWS (2014)
- D.A.R.K. -In the name of evil- (2015)
- AVANTGARDE (2016)

EPs
- Underneath the Skin (2005)
- Exodus-EP (2013)
- Sinners (2017)

Sencillos
- "A Grateful Shit" (2006)
- "Roaring in the Dark" (2006)
- "Enemy" (2006)
- "Forgiven" (2007)
- "Adore" (2008)
- "Ambivalent Ideal" (2008)
- "A Gleam in Eye" (2010)
- "Judgement" (2010)
- "Mirrors" (2011)
- "Lightning" (2012)
- "Ballad" (2013)
- "Anathema" (2013)
- "Evoke" (2015)
- "Eternity" (2015)

Videografía
- "Official Bootleg" (2008)
- "Official Bootleg 2" (2009)
- "The Shadow Impulse" (2009)
- "Il Inferno" (2012)

En Directo
- "Toward The Avoided Sunrise Final Live @ Shibuya 0-West" (2007)
- "The Diffusing Ideal Live @ Liquid Room" (2008)
- "The Shadow Impulse Final Live @ Akasaka Blitz" (2009)
- "The Belief in Myself Final: Il inferno" (2012)